# Rhodotorula mucilaginosa
Rhodotorula mucilaginosa är en svampart som först beskrevs av A. Jörg., och fick sitt nu gällande namn av F.C. Harrison 1928. Rhodotorula mucilaginosa ingår i släktet Rhodotorula, ordningen Sporidiobolales, klassen Microbotryomycetes, divisionen basidiesvampar och riket svampar.   Inga underarter finns listade i Catalogue of Life.